# Carrettu sicilianu

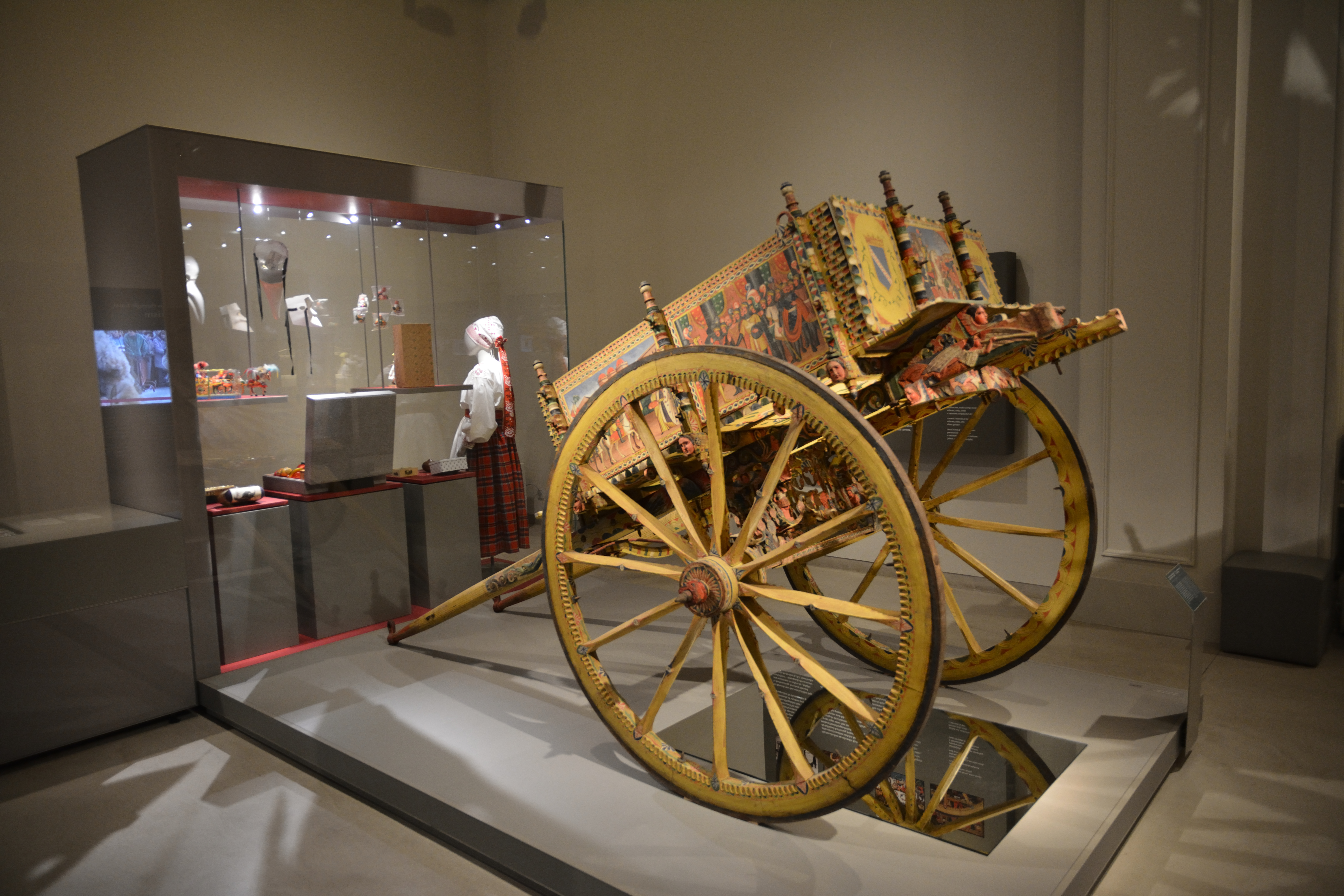
Carrettu sicilianu im Museum Europäischer Kulturen, Berlin

Der Carrettu sicilianu (sizilianisch für „sizilianischer Karren“, italienisch Carretto siciliano) ist seit 1999 ein Ausstellungsstück im Berliner Museum Europäischer Kulturen. Es handelt sich um einen hölzernen sizilianischen Karren mit prunkvollem Bildprogramm, den der deutsche Kaiser Wilhelm II. von einer seiner Italienreisen 1904 oder 1905 als Souvenir oder Geschenk mitbrachte.

## Geschichte
Wilhelm II. unternahm zwei Italienreisen, die für die Beschaffung des carrettu in Frage kommen. Die erste Reise führte ihn im März 1904 auf seiner Yacht Hohenzollern nach Venedig, wo er mit dem italienischen König Viktor Emanuel III. zusammentraf. In Venedig besuchte man unter anderem gemeinsam ein neues Museum. Ein zweites Treffen mit dem König fand hingegen in Neapel statt, wo die Hohenzollern am 6. April 1905 bereits lag. Man speiste auf der Yacht und besuchte am Abend das Teatro San Carlo. Auf dem Spielplan stand die italienische Erstaufführung der Oper Rolando von Ruggero Leoncavallo. Bei welcher dieser Gelegenheiten der carrettu in den Besitz des deutschen Kaisers kam, ist nicht mehr nachvollziehbar. Da aber eine Inschrift an der Unterseite des carrettu das Datum 7 Giugno 1904 (7. Juni 1904) trägt, ist es unwahrscheinlich, dass er bereits auf der Venedigreise im März 1904 in den Besitz Kaiser Wilhelms gelangte.
Der Karren diente zunächst als Dekoration für die Römischen Bäder im Potsdamer Park Sanssouci. Nach dem Ende der Monarchie in Deutschland 1918 und der Fürstenenteignung 1926 ging der Carrettu sicilianu in den Besitz des Deutschen Reiches über. 1937 kam er in das damalige Berliner Museum für Völkerkunde, seit 2011 ist er Bestandteil der Dauerausstellung Kulturkontakte – Leben in Europa des konzeptionell neu ausgerichteten Museums Europäischer Kulturen und befindet sich gegenwärtig (November 2017) am Beginn des Rundgangs gegenüber der Venezianischen Gondel.

## Beschreibung
Die Abmessungen des aufwändig gearbeiteten Karrens betragen in der Länge: 3,40 m; Breite: 1,60 m und Höhe: 1,80 m. Der Künstler, der den Berliner carrettu im sogenannten Palermo-Stil bemalte und dekorierte, hat sich mit seiner Signatur und der Jahreszahl 1904 auf dem Objekt verewigt: Girolamo Nicotra, Via Lincoln No 200, Palermo. Heute befindet sich an dieser Adresse eine Postkartendruckerei. Am Unterboden des Wagens befindet sich die mit geschwungenem schwarzem Pinselstrich gemalte Angabe 7 Giugno 1904.
Der einachsige hölzerne carrettu ist für ein Zugtier (Esel, Maultier oder Kleinpferd) ausgelegt, das zwischen den Anzen, den beiden Stangen am vorderen Ende, mit einem Geschirr eingespannt wird. Die Radreifen der hölzernen Speichenräder zeigen keine Abnutzung, der Karren stand also nicht in alltäglichem Gebrauch. Die Ladefläche ist aufgrund des großen Raddurchmessers hoch gelegen. Große Räder können Unebenheiten des Weges besser ausgleichen. Traditionell sind die sizilianischen Karren reich bemalt und mit aufwendigen Schnitzereien geschmückt, die teilweise den Figuren des volkstümlichen sizilianischen Marionettentheaters des 19. Jahrhunderts nachempfunden sind. Diese Figuren wurden ebenso zu Symbolen des italienischen Freiheitskampfes wie auch Opern und Theaterstücke. Die Malerei dieses carrettu umfasst sowohl die Außen- als auch die Innenseiten der drei Seitenwände. Die Unterseite der Ladefläche, auch Achse, Räder und Eisenbeschläge, sind ebenfalls mit bunten Malereien bedeckt, die durch einen auf dem Boden liegenden Spiegel im Museum betrachtet werden können.
Diesen Malereien liegt nach der Beschreibung von Irene Ziehe, Kuratorin im Museum Europäischer Kulturen, ein bestimmtes Bildprogramm zu Grunde. Neben geometrischen Mustern und Blumengirlanden gibt es in Bildern erzählte Geschichten über Paladins, wie dem Orlando, ähnlich denen, die Bänkelsänger auf ihren bunten Bildtafeln darboten. Auf dem carrettu wird die Geschichte der Belagerung und Eroberung des durch die islamischen Sarazenen beherrschten Palermo im Jahre 1068 durch die Normannen unter dem christlichen Roger I. dargestellt. Der Einzug Rogers in Palermo wird bis in die Gegenwart auf sizilianischen Karren dargestellt. Details der Bilder zeigen die symbolische Schlüsselübergabe, die beteiligten Ritter, die Krönung Rogers im Dom von Palermo im Jahre 1130, ein Porträt Rogers auf der Ladefläche und ergänzen das Dargestellte durch erläuternde Texte. Auf dem Berliner carrettu stehen auf den Seitenwänden erläuternd die Sätze:

“RUGGIERO DISFA’ I SARACENI PRESSO PALERMO L’ANNO 1068 / RUGGIERE RICEVE LE CHIAVI DEL CASTELLO. / ENTRATA DI RUGGIERE A PALERMO”

„Roger überwältigt die Sarazenen im Jahr 1068 / Roger erhält den Schlüssel der Festung / Einzug Rogers in Palermo“

Die Beschriftungen befinden sich an den Seitenwänden und weichen von der heutigen italienischen Schreibweise ab.